# 25095 Churinov
25095 Churinov (tên chỉ định: 1998 RT46) là một tiểu hành tinh vành đai chính. Nó được phát hiện bởi dự án Nghiên cứu tiểu hành tinh gần Trái Đất Lincoln ở Socorro, New Mexico ngày 14 tháng 9 năm 1998. Nó được đặt theo tên Andrey Anatolievich Churinov, who won first place ở the 2008 Giải thưởng Khoa học và Kỹ thuật Intel.